# Zamojszczyzna

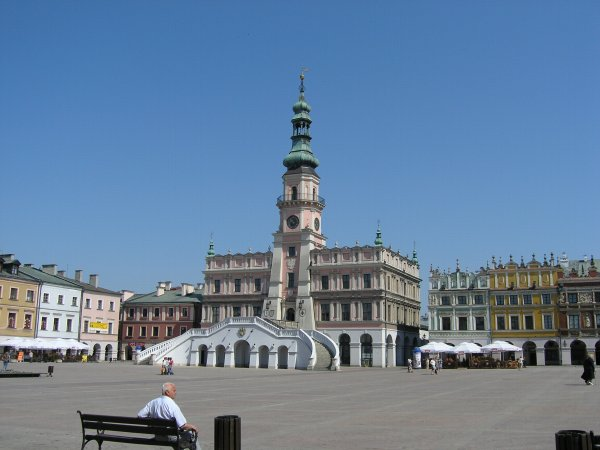
Zamość – Rynek Wielki z ratuszem i kamienicami ormiańskimi

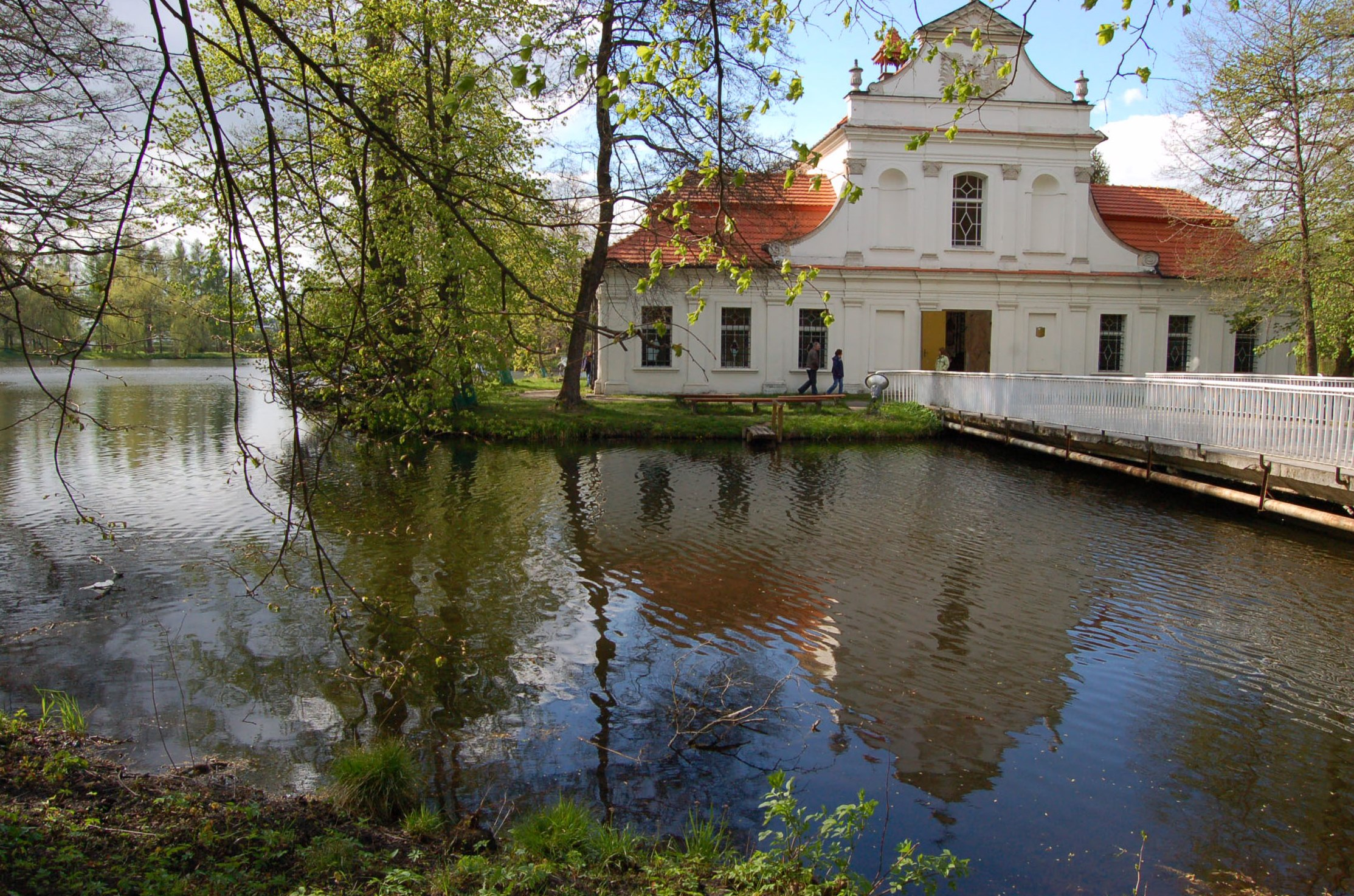
Kościół „Na Wyspie” św. Jana Nepomucena w Zwierzyńcu na Zamojszczyźnie

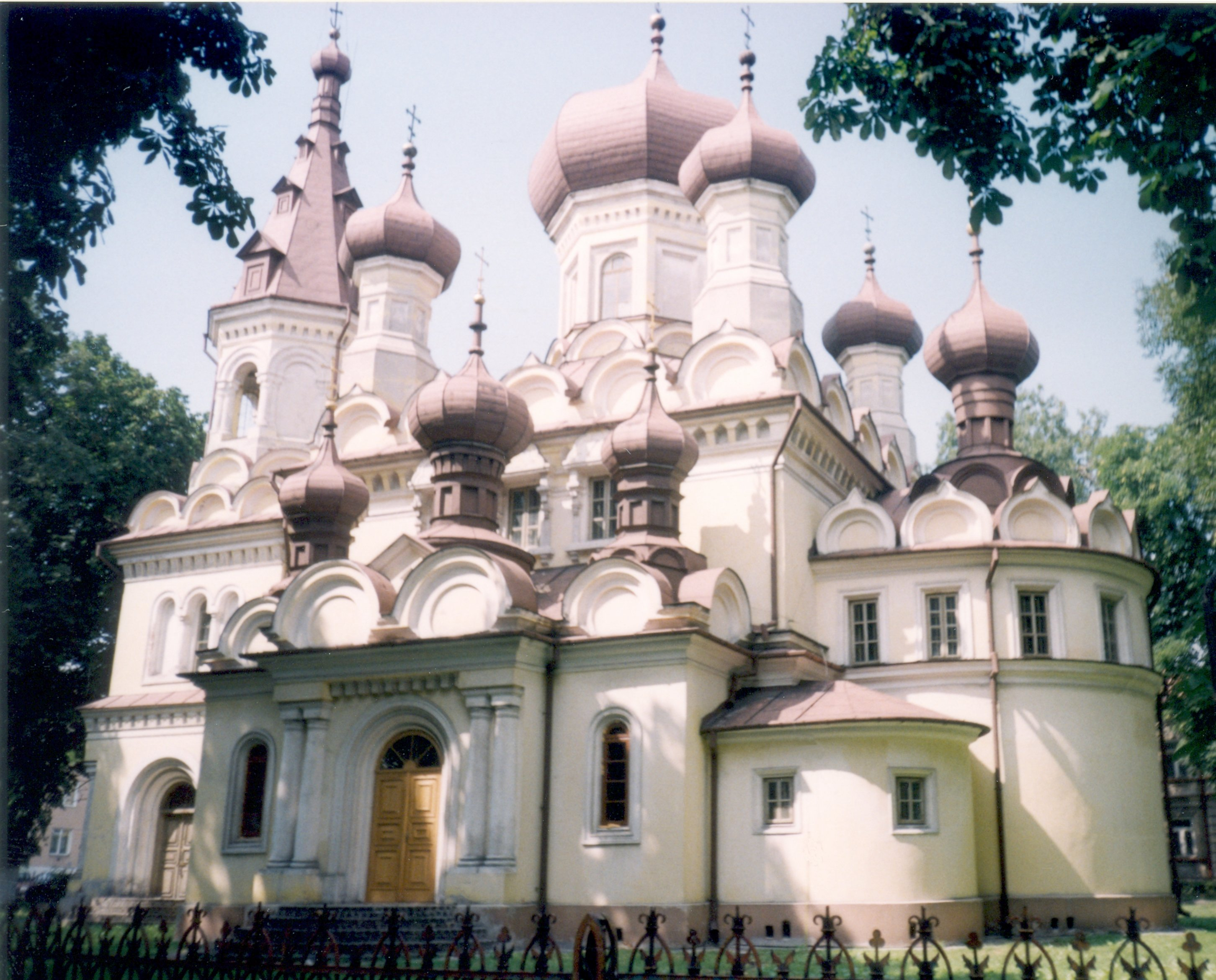
Cerkiew prawosławna w Hrubieszowie

Zamojszczyzna – region geograficzny w południowo-wschodniej Polsce, w południowej części województwa lubelskiego, w okolicach Zamościa.
Nie jest to region w pełni jednolity pod względem etnicznym, historycznym czy fizjograficznym, ale odnoszący się do okolic Zamościa. Według regionalizacji historycznej Polski Normana Daviesa zajmuje tereny na pograniczu dwóch krain historycznych: większość w obrębie Rusi Czerwonej od wschodu i mniejsza część od zachodu na terenie Małopolski (a ściślej Lubelszczyzny).
Po I rozbiorze Polski obszar ten znalazł się w granicach Monarchii Habsburgów a Zamość uznany został za jedno z najbardziej imponujących miast nowej prowincji i stał się siedzibą władz cyrkułu bełskiego, okręgu (dystryktu) a następnie cyrkułu zamojskiego, odstąpionego przez Austrię Księstwu Warszawskiemu w 1809.
Nazwa tego regionu nabrała znaczenia i utrwalenia w związku z wydarzeniami, jakie miały miejsce podczas II wojny światowej, a konkretnie z niemieckimi akcjami wysiedleńczymi miejscowej ludności (Aktion Zamość), szczególnie z terenów dzisiejszych powiatów tomaszowskiego oraz zamojskiego (również biłgorajskiego i hrubieszowskiego), co wskazuje na jego historyczne korzenie z tego okresu. Tereny te nie odpowiadają w pełni zasięgowi dawnej, utworzonej pod koniec XVI w. Ordynacji Zamojskiej z głównym ośrodkiem (siedzibą) w nowo powstałym wówczas mieście Zamość, zajmującej obszary oddalone bardziej na południe (po Tomaszów Lub.) oraz na zachód (po Kraśnik i rzekę San), ale poza Biłgorajem i ziemiami na północ od tego miasta (w granicach Ordynacji nie znajdował się także Hrubieszów).
Po wydarzeniach wojennych na umocnienie tego pojęcia wpłynęło istnienie w latach 1975–98 województwa zamojskiego.
Współcześnie, według niektórych definicji, Zamojszczyzna obejmuje dawne powiaty (sprzed 1975 r.): biłgorajski, hrubieszowski, tomaszowski i zamojski, jakie znalazły się w granicach tego właśnie województwa, bądź też dodatkowo dawny krasnostawski i wschodni fragment dawnego janowskiego. Nie ma zatem ściśle określonego zasięgu Zamojszczyzny, zajmującej w przybliżeniu obszar dawnego województwa zamojskiego.
Większe ośrodki miejskie Zamojszczyzny to miasta powiatowe (uszeregowane według liczby mieszkańców – liczba ludności i powierzchnia według danych z BDL GUS z 31.12.2011 r.):
1. Zamość – 65 784 (30,34 km²)
2. Biłgoraj – 27 285 (21,10 km²)
3. Tomaszów Lubelski – 20 446 (13,29 km²)
4. Hrubieszów – 18 836 (33,03 km²)

## Galeria

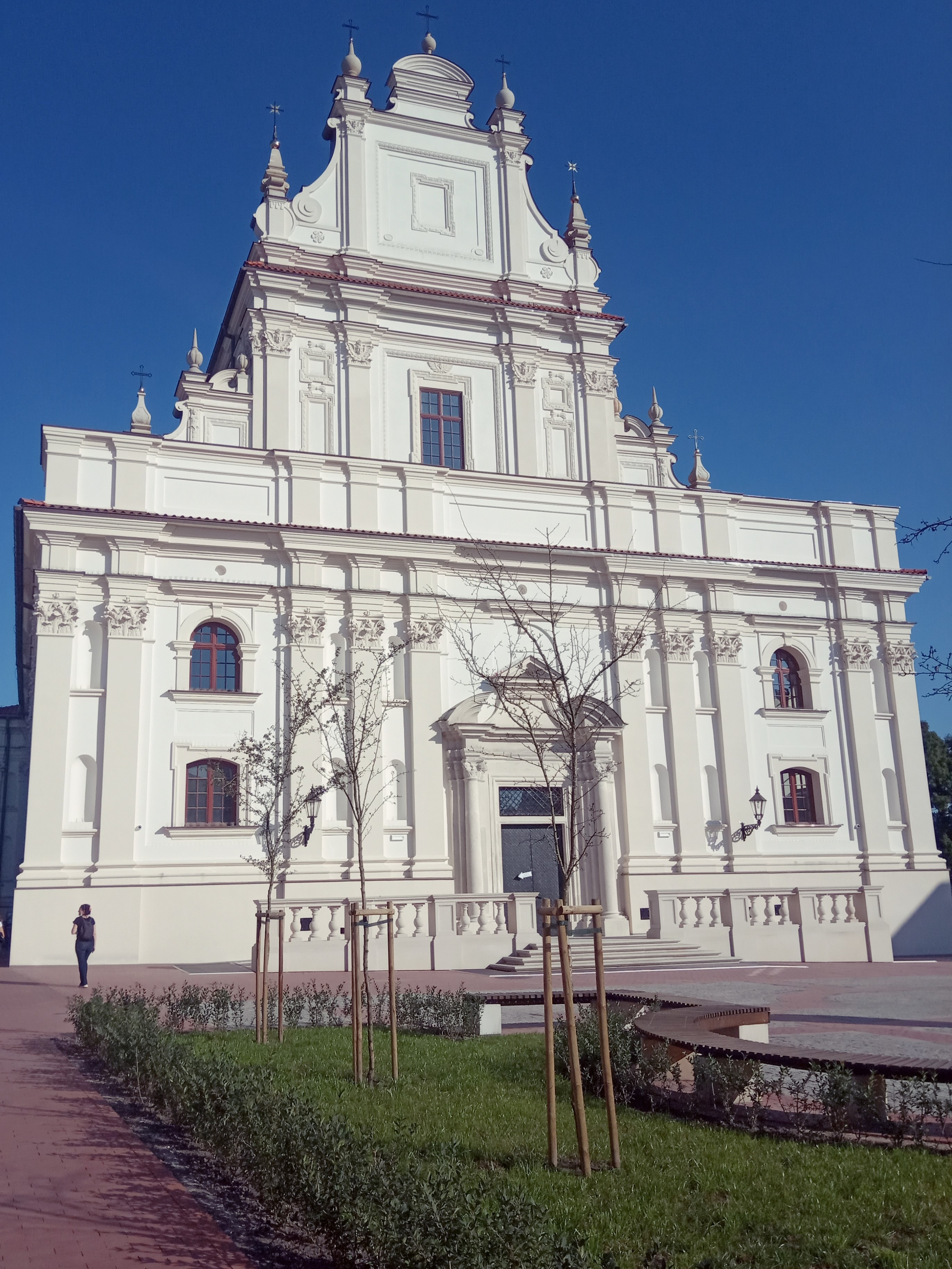
Barokowy Kościół Franciszkanów pod wezwaniem Zwiastowania NMP w Zamościu
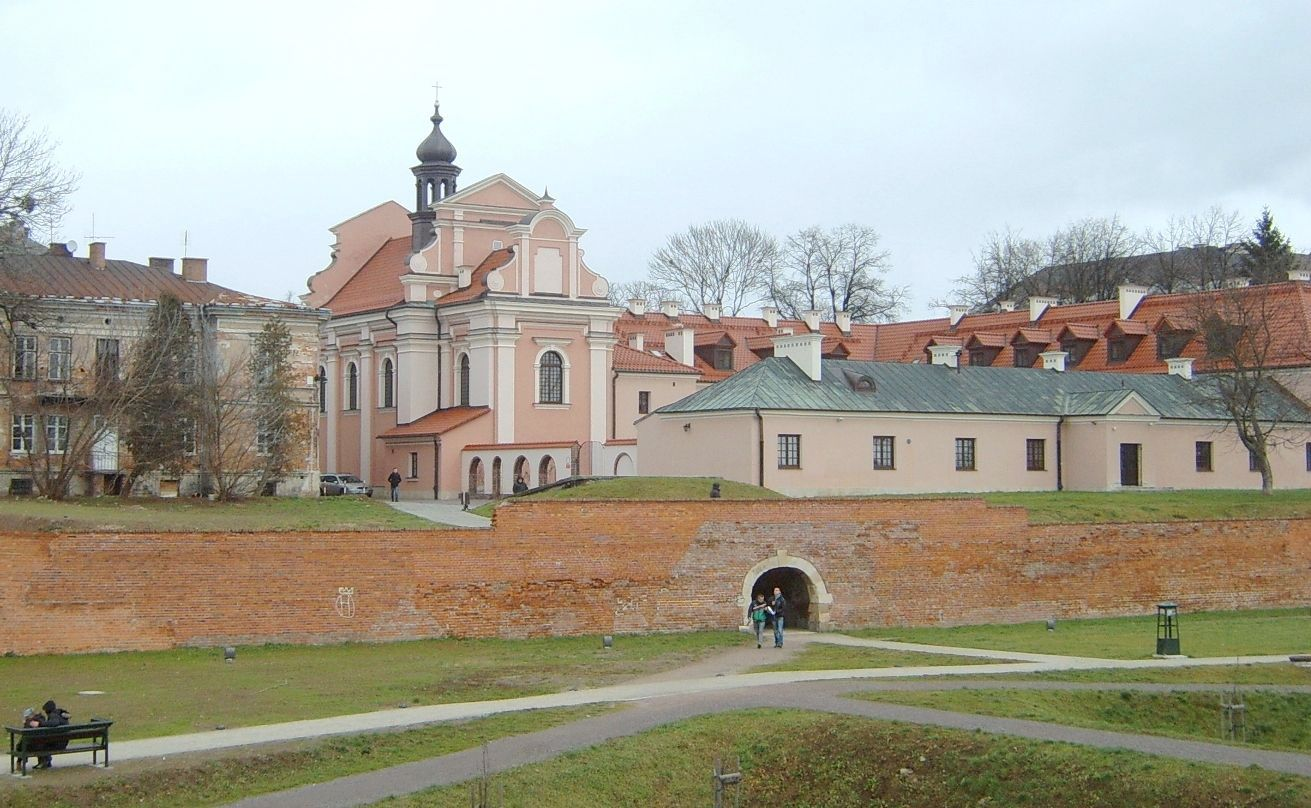
Furta wodna w południowych murach Twierdzy Zamość
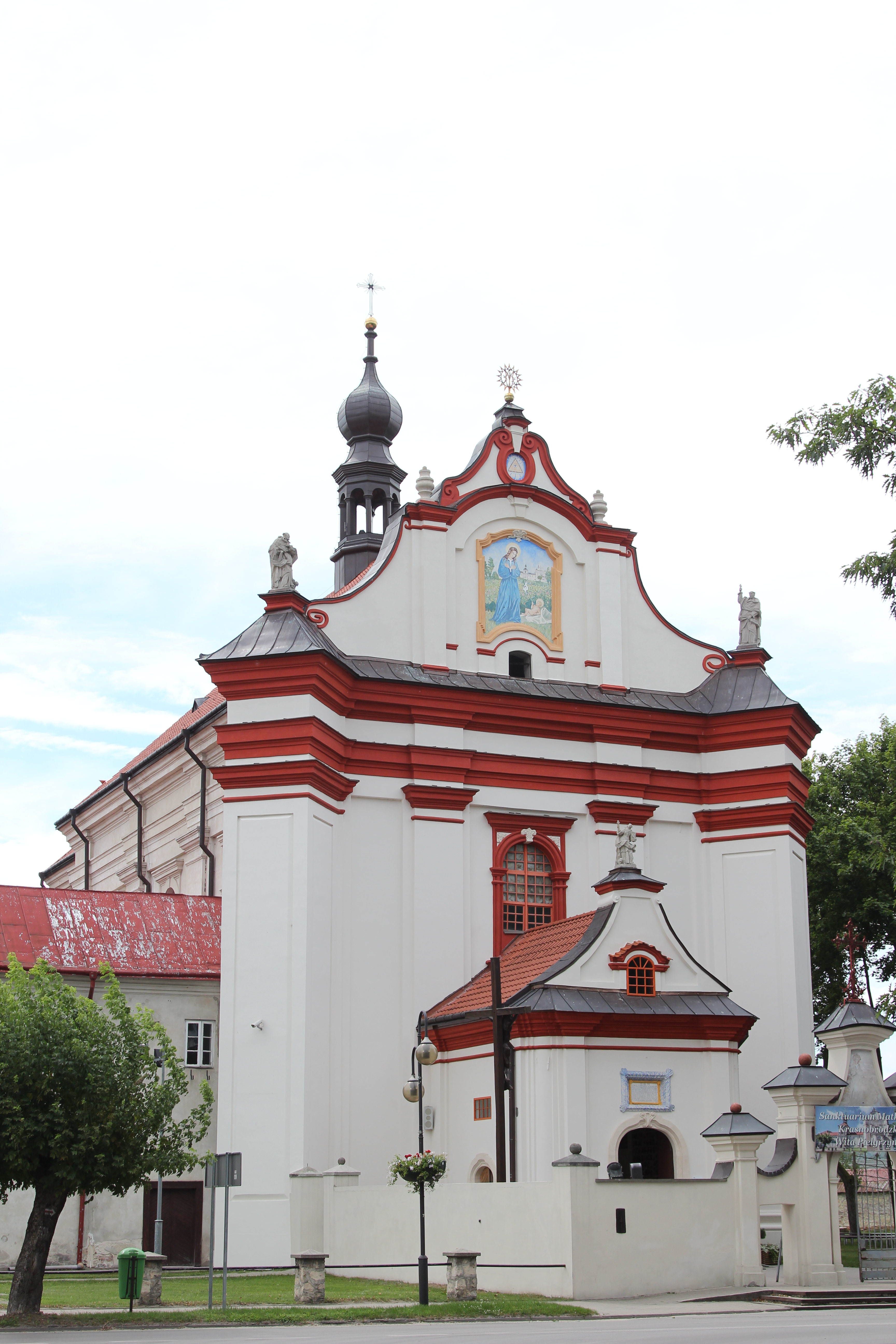
Kościół Nawiedzenia Najświętszej Maryi Panny w Krasnobrodzie
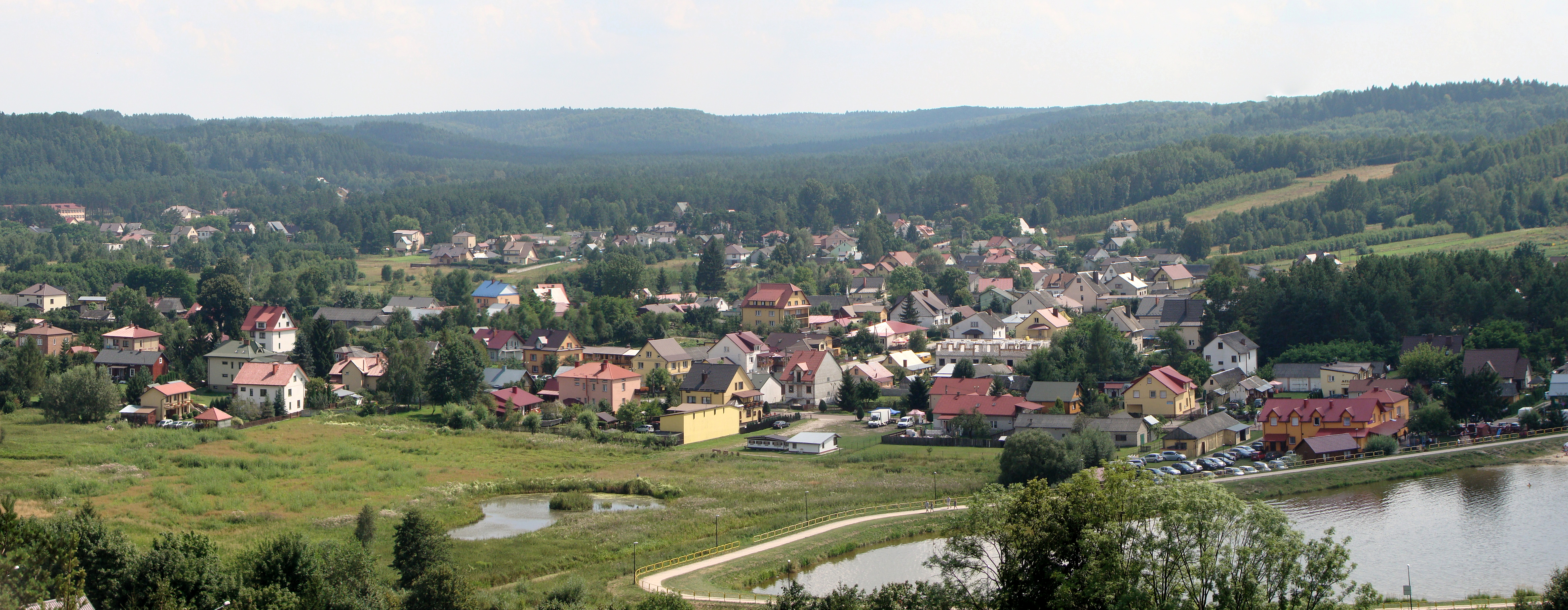
Krasnobród, widok z wieży widokowej
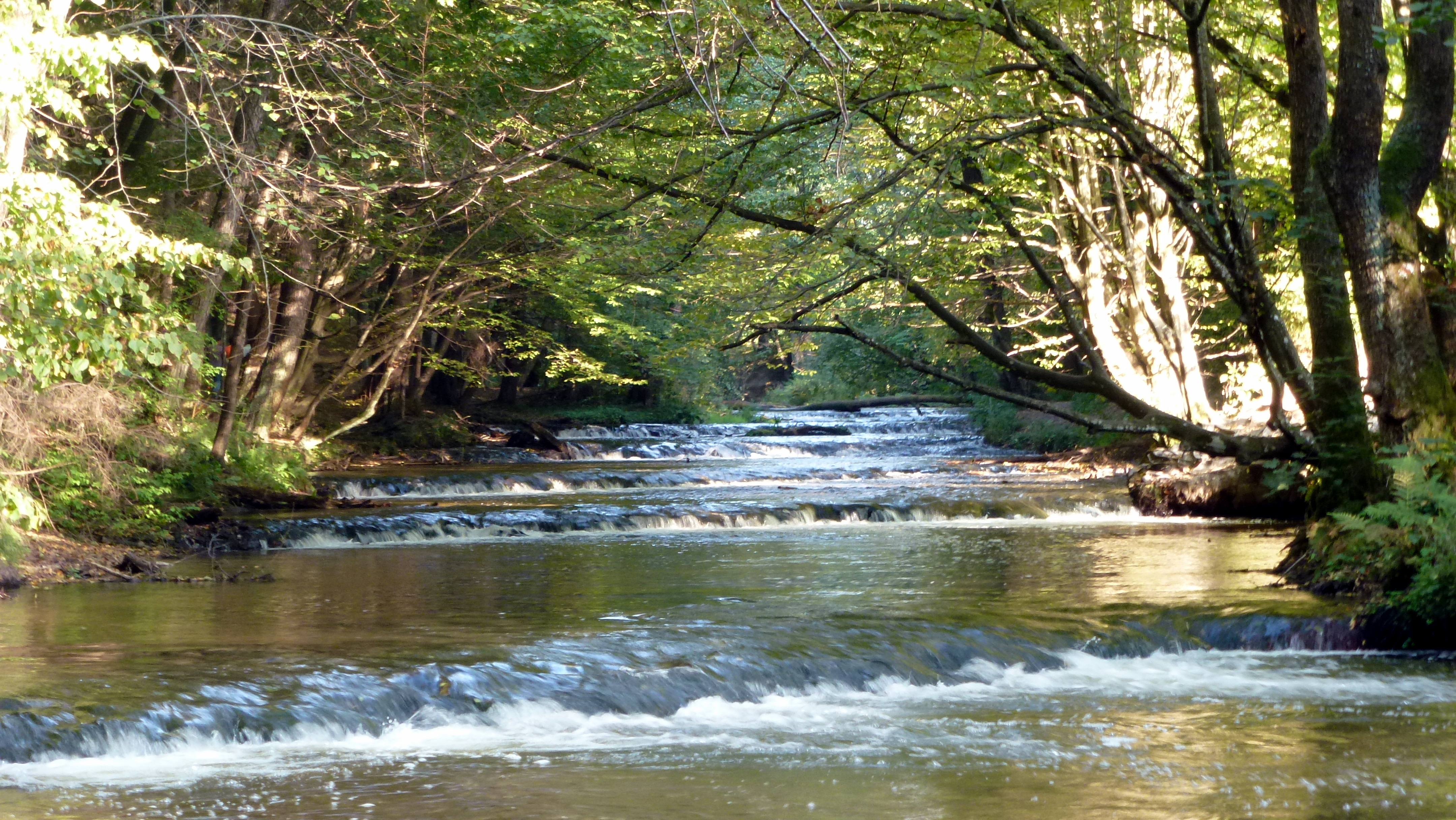
Szumy w rezerwacie "Nad Tanwią" w Suścu
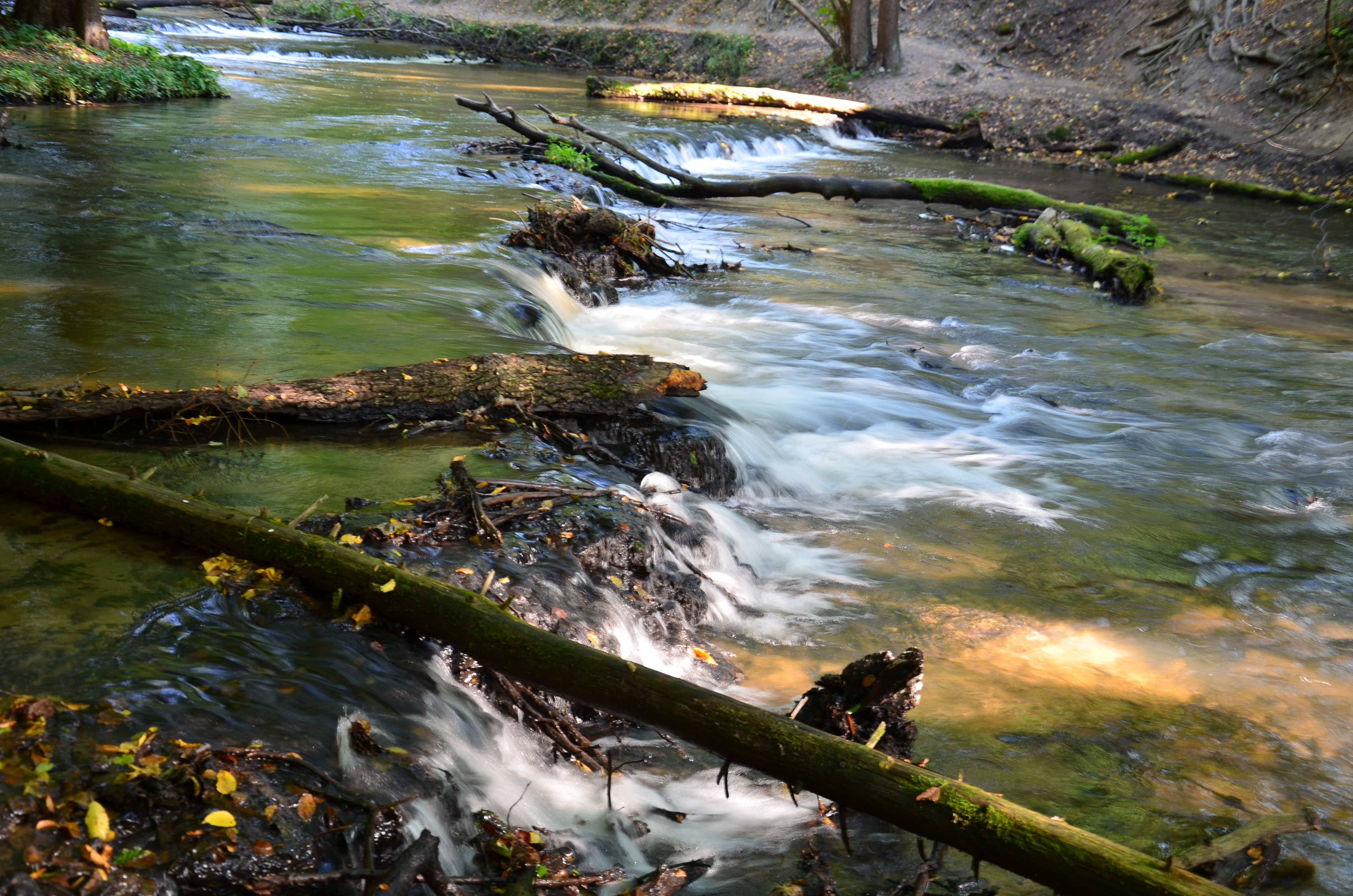
Rezerwat przyrody "Nad Tanwią", Susiec
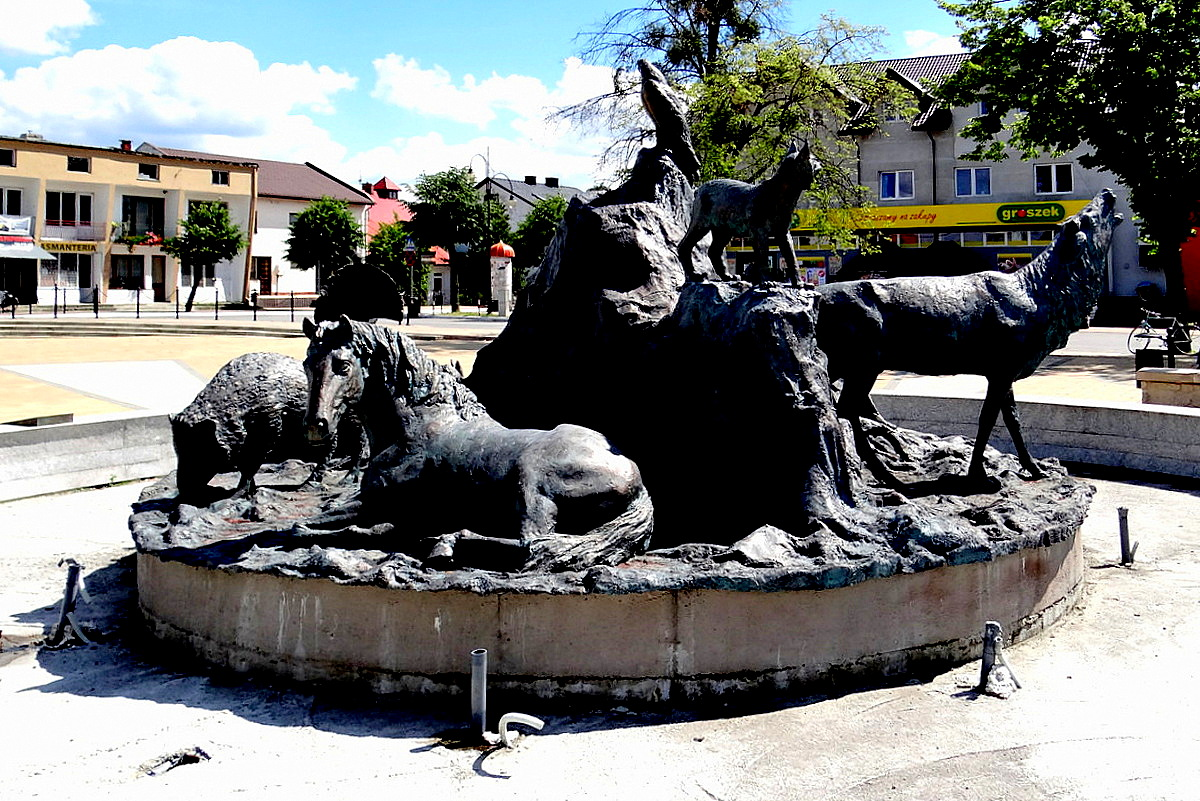
Józefów, fontanna – pomnik fauny Roztocza
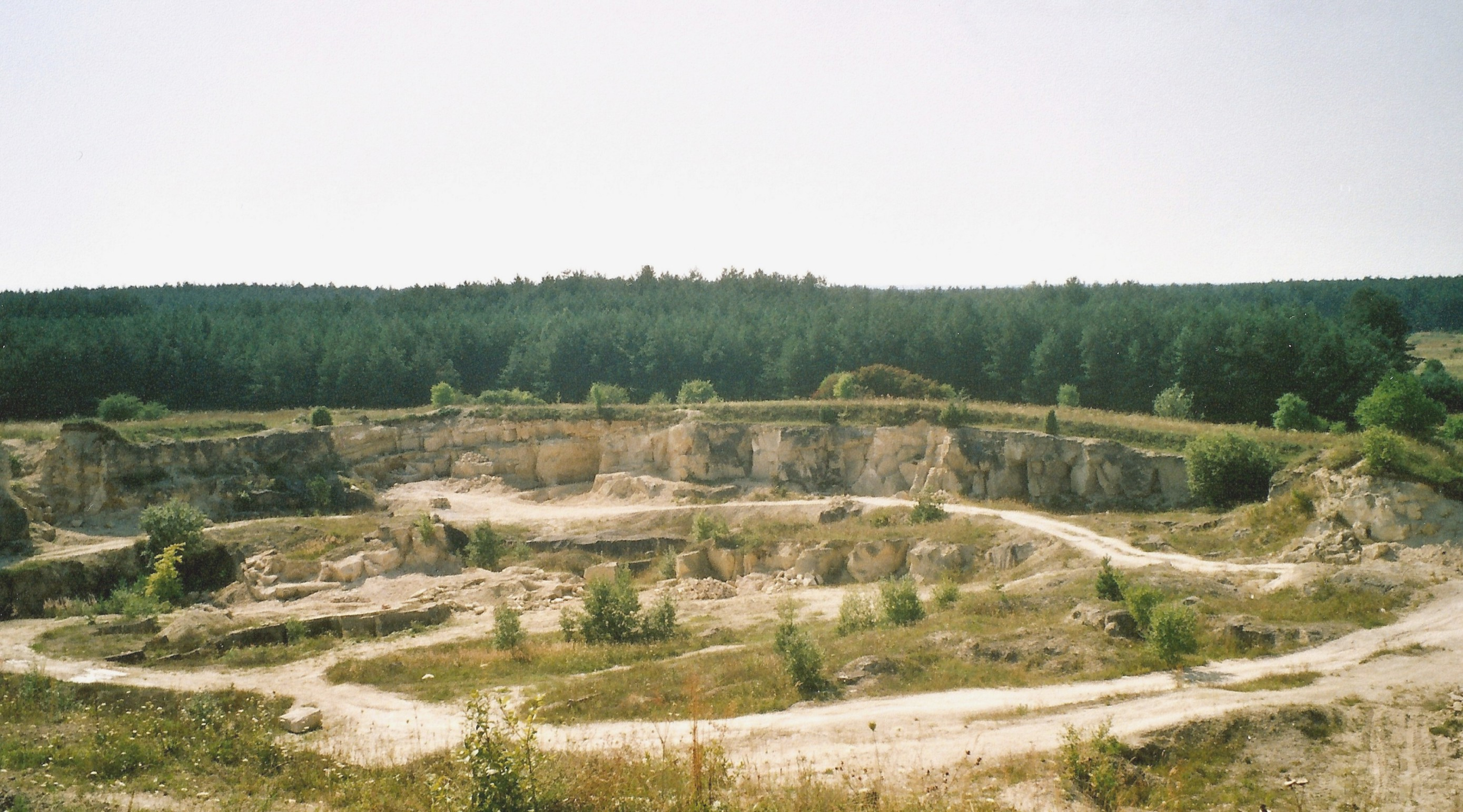
Józefów, kamieniołom
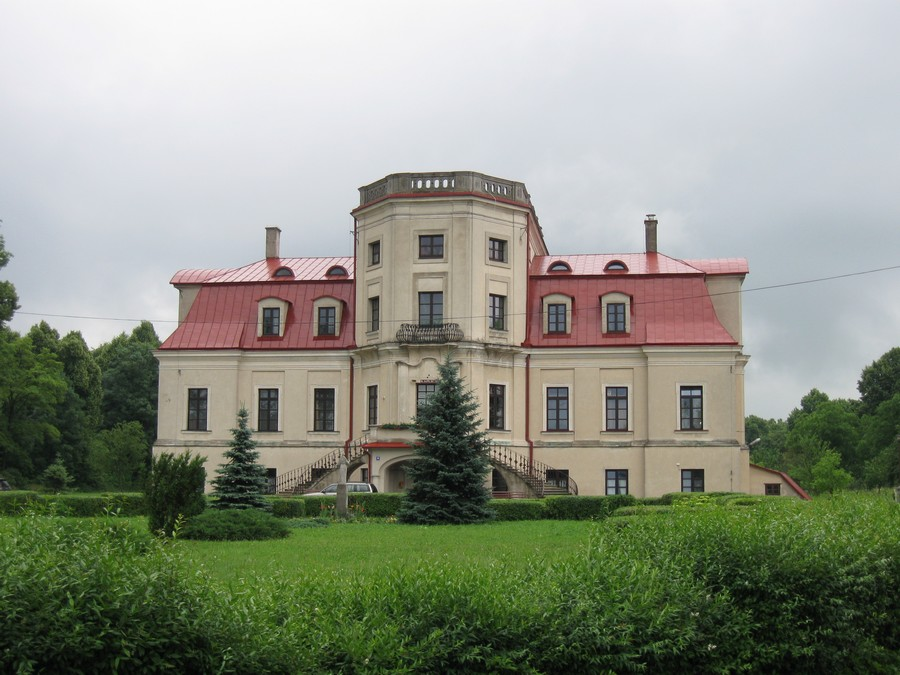
Pałac w Łabuniach
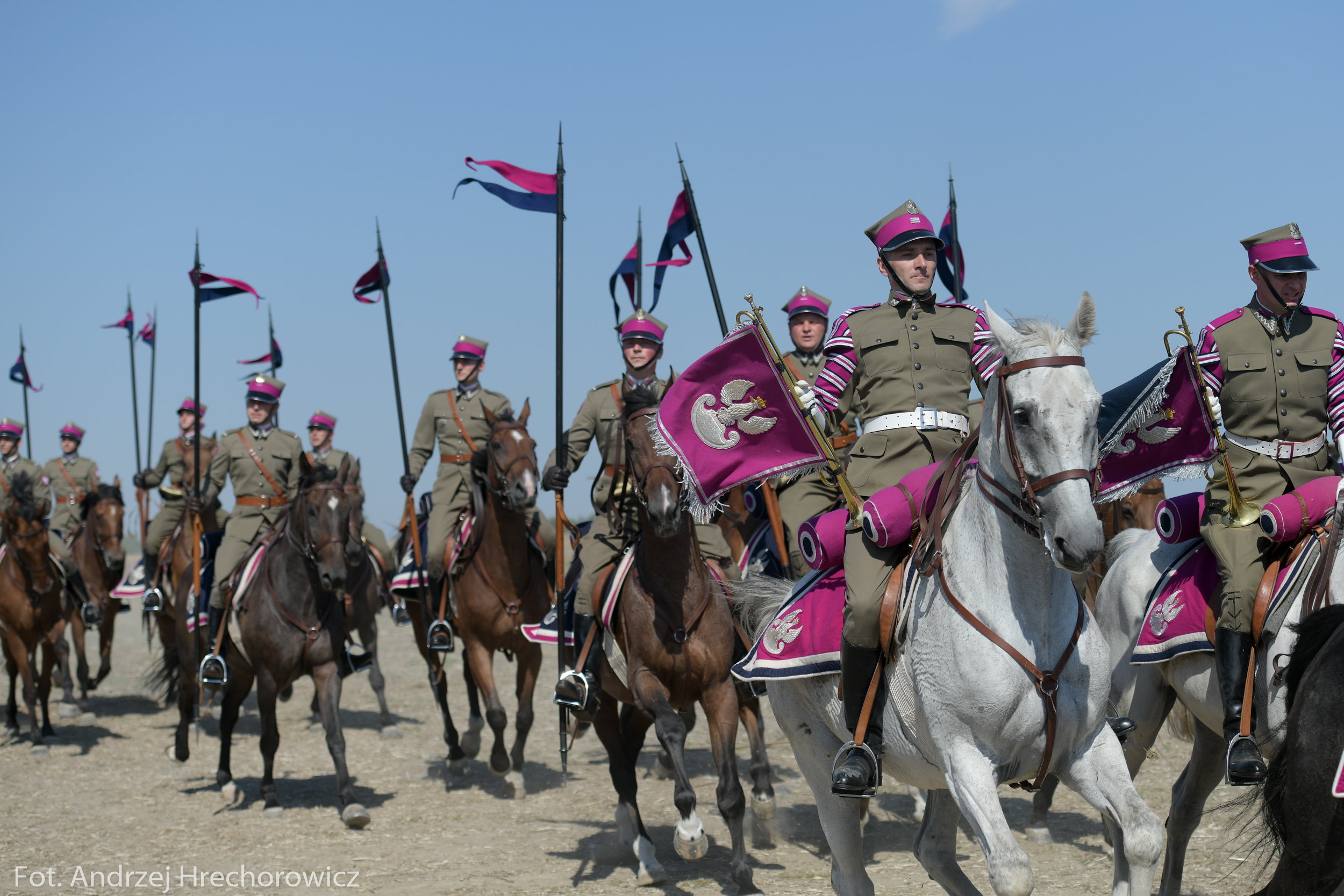
Rekonstrukcje bitwy pod Komarowem z 1920 r. w Wolicy Śniatyckiej
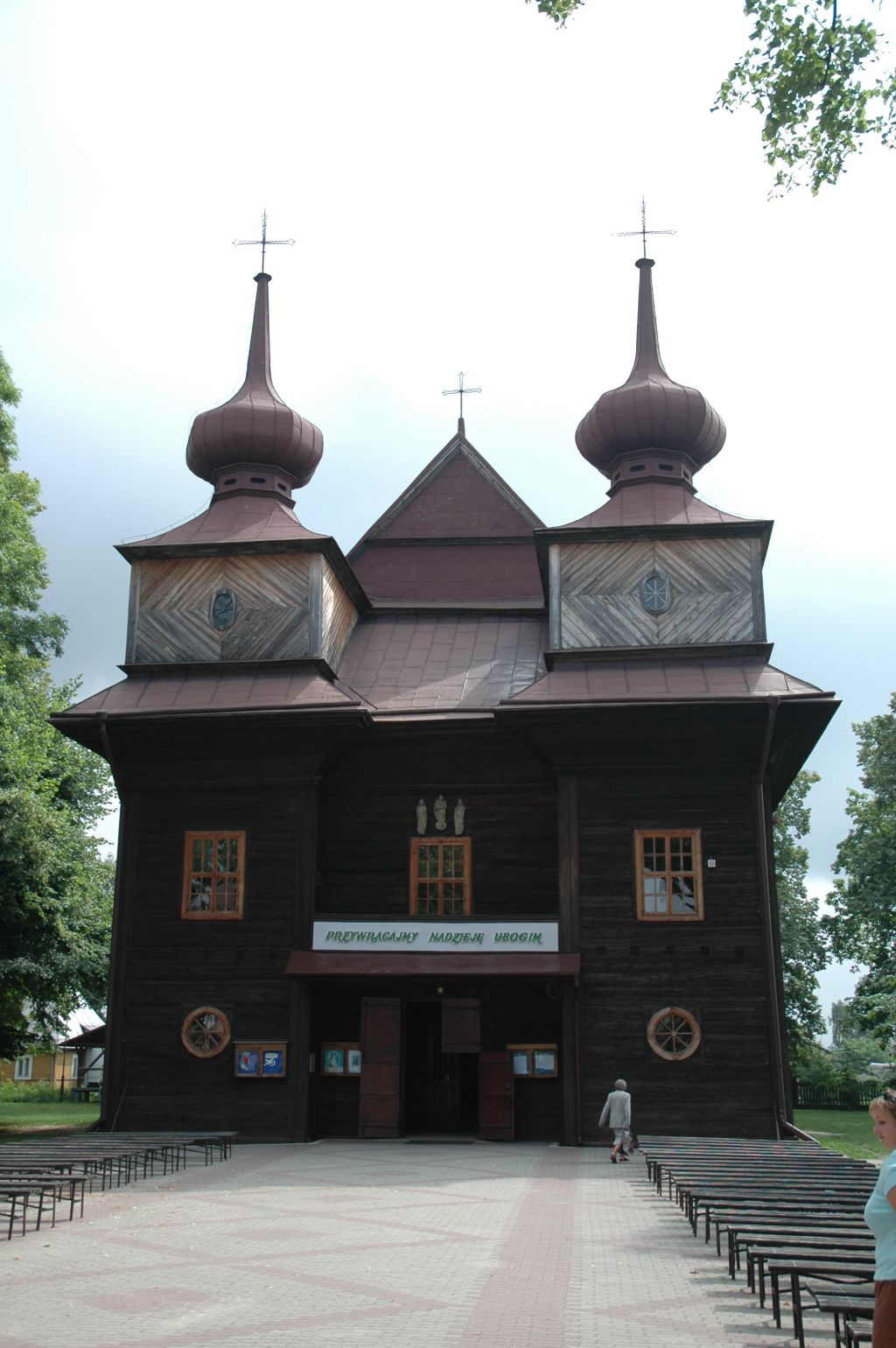
Drewniany kościół parafialny z 1627 r. w Tomaszowie Lubelskim
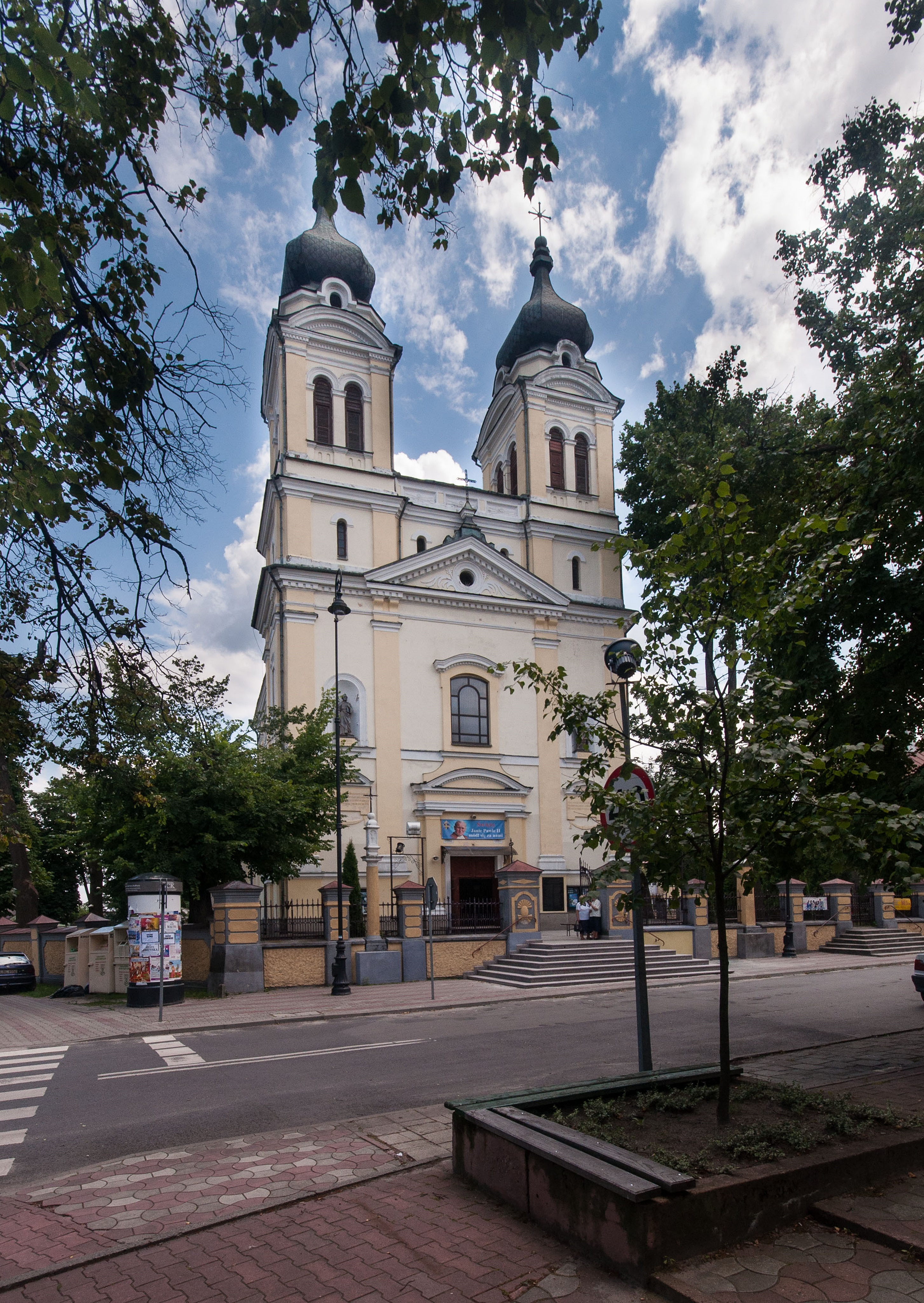
Biłgoraj, rzymskokatolicki kościół parafialny p.w. Wniebowzięcia NMP, 1 poł. XVIII w.

## Zamojszczyzna w filmie
O losach Zamojszczyzny podczas II wojny światowej opowiada w odcinku 10. serial pt. Polskie drogi, zatytułowany: Himmlerland.